# Карнаухов, Николай Николаевич
Никола́й Никола́евич Карнау́хов (род. 27 августа 1953, станция Богандинская, Тюменский район, Тюменская область, РСФСР) — советский и российский инженер-механик, доктор технических наук (1994), профессор, ректор Тюменского государственного нефтегазового университета (1990—2010).

## Биография
Родился 27 августа 1953 года на станции Богандинская, Тюменский район, Тюменская область, РСФСР.
В 1970 году начал работать электромонтёром Богандинского строительно-монтажного управления треста «Облмежколхозстрой». В 1971 году поступил на механический факультет Тюменского индустриального института. В 1977 году окончил Ленинградский политехнический институт имени М. И. Калинина по специальности «Строительные и дорожные машины и оборудование».
В 1981 году успешно защитил диссертацию на тему «Исследование системы передвижения траншейных экскаваторов» на соискание учёной степени кандидата технических наук. С 1981 года преподаёт в Тюменском индустриальном институте. Здесь последовательно работал ассистентом, старшим преподавателем, заведующим кафедрой, проректором по научной работе.
В 1990 году назначен ректором Тюменского индустриального института. В 1994 году этот институт приказом Государственного комитета Российской Федерации по высшему образованию переименован в Тюменский государственный нефтегазовый университет (ТюмГНГУ). Ректором университета снова был назначен Николай Карнаухов.
В 1994 году в Московском строительном институте (МИСИ) защитил докторскую диссертацию на тему «Повышение эффективности работы строительных машин в условиях Севера и Сибири». В 1995 году избран профессором.
Сфера научных и практических интересов Карнаухова лежат в области разработки технологий и комплекса машин для строительства временных зимних дорог в условиях Севера. Исследовал вопросы приспособления строительных машин к северным условиям. Его разработки были внедрены в работу нефтегазовых компаний.
В 2010 году назначен директором «Лукойл-инжиниринга», которое специализируется на научных разработках и технологиях в области разведки, добычи и транспортировки нефти.
Получил более 30 авторских свидетельств на изобретения. Написал более 110 печатных научных работ, среди них две монографии.
Избирался депутатом Тюменской областной думы.
В 1998 году удостоен звания «Почётный работник газовой промышленности Российской Федерации». Награждён Орденом Почёта (1999) и медалью «За трудовое отличие» (1986).